# Bruno China
Pour les articles homonymes, voir Rodrigues (homonymie), Silva et China.
Bruno Manuel Rodrigues Silva, dit Bruno China, est un ancien footballeur portugais né le 5 août 1982 à Matosinhos. Il évoluait au poste de milieu de terrain. Il est désormais entraîneur.

## Biographie
Bruno China joue principalement en faveur du Leixões SC, son club formateur. Durant la saison 2001-02, à 19 ans il est finaliste de la Coupe du Portugal (entre en deuxième mi-temps), alors que son club évolue en troisième division Portugaise, Grâce à cette place de finaliste, la saison suivante il joue quatre matchs en Coupe de l’UEFA. En 2009 après avoir passé 17 ans dans son club du Leixões SC, il le quitte afin de tenter sa chance en Espagne au RCD Majorque où il signe un contrat de trois ans, mais l’expérience sera de courte durée, il est libéré de son contrat à la mi-août 2010. Dès lors, il est de retour au Portugal où il intègre l’équipe du Rio Ave.
En 2012 il signe avec l’Académica de Coimbra, club avec lequel, il va à nouveau participer à une compétition européenne, dix ans après son premier match à ce niveau.

## Statistiques
- 3 saisons en championnat de II Divisão B  (D.III), 46 matchs 1 but.
- 4 saisons en championnat de II Divisão  (D.II), 79 matchs 1 but.
- 6 saisons en championnat de Superliga  (D.I), 87 matchs 5 buts.
- 1 saison en championnat de Liga BBVA  (D.I), 9 matchs.

### Joueur
| Saison                | Club                  | Championnat           | Championnat | Championnat | Coupe(s) nationale(s) | Coupe(s) nationale(s) | Compétition(s) continentale(s) | Compétition(s) continentale(s) | Compétition(s) continentale(s) | Sélection | Sélection | Sélection | Total | Total |
| Saison                | Club                  | Division              | M.          | B.          | M.                    | B.                    | Comp.                          | M.                             | B.                             | Équipe    | M.        | B.        | M.    | B.    |
| 2000-2001             | Leixões SC            | II Divisão B          | 4           | 0           | -                     | -                     | -                              | 0                              | 0                              | -         | 0         | 0         | 4     | 0     |
| 2001-2002             | Leixões SC            | II Divisão B          | 12          | 0           | 3                     | 0                     | -                              | 0                              | 0                              | -         | 0         | 0         | 15    | 0     |
| 2002-2003             | Leixões SC            | II Divisão B          | 30          | 1           | 1                     | 0                     | C3                             | 4                              | 0                              | -         | 0         | 0         | 35    | 1     |
| 2003-2004             | Leixões SC            | II Divisão            | 22          | 0           | -                     | -                     | -                              | 0                              | 0                              | -         | 0         | 0         | 22    | 0     |
| 2004-2005             | Leixões SC            | II Divisão            | 15          | 1           | 2                     | 0                     | -                              | 0                              | 0                              | -         | 0         | 0         | 17    | 1     |
| 2005-2006             | Leixões SC            | II Divisão            | 18          | 0           | 1                     | 0                     | -                              | 0                              | 0                              | -         | 0         | 0         | 19    | 0     |
| 2006-2007             | Leixões SC            | II Divisão            | 24          | 0           | 0                     | 0                     | -                              | 0                              | 0                              | -         | 0         | 0         | 24    | 0     |
| 2007-2008             | Leixões SC            | Bwin Superliga        | 29          | 1           | 5                     | 1                     | -                              | 0                              | 0                              | -         | 0         | 0         | 34    | 2     |
| 2008-2009             | Leixões SC            | Liga Sagres           | 29          | 3           | 5                     | 0                     | -                              | 0                              | 0                              | -         | 0         | 0         | 34    | 3     |
| 2009-2010             | Leixões SC            | Liga Sagres           | 2           | 0           | 0                     | 0                     | -                              | 0                              | 0                              | -         | 0         | 0         | 2     | 0     |
| Sous-total            | Sous-total            | Sous-total            | 185         | 6           | 17                    | 1                     | -                              | 4                              | 0                              | -         | 0         | 0         | 206   | 7     |
| 2009-2010             | RCD Majorque          | Liga BBVA             | 9           | 0           | 2                     | 0                     | -                              | 0                              | 0                              | -         | 0         | 0         | 11    | 0     |
| Sous-total            | Sous-total            | Sous-total            | 9           | 0           | 2                     | 0                     | -                              | 0                              | 0                              | -         | 0         | 0         | 11    | 0     |
| 2010-2011             | Rio Ave FC            | Liga Zon Sagres       | 14          | 0           | 1                     | 0                     | -                              | 0                              | 0                              | -         | 0         | 0         | 15    | 0     |
| 2011-2012             | Rio Ave FC            | Liga Zon Sagres       | 13          | 1           | 1                     | 0                     | -                              | 0                              | 0                              | -         | 0         | 0         | 14    | 1     |
| Sous-total            | Sous-total            | Sous-total            | 27          | 1           | 2                     | 0                     | -                              | 0                              | 0                              | -         | 0         | 0         | 29    | 1     |
| 2012-2013             | Académica             | Liga Zon Sagres       | 20          | 0           | 5                     | 0                     | Ligue Europa                   | 4                              | 0                              | -         | -         | -         | 29    | 0     |
| 2013-2014             | Académica             | Liga Zon Sagres       | 9           | 1           | 2                     | 0                     | -                              | 0                              | 0                              | -         | -         | -         | 11    | 1     |
| Sous-total            | Sous-total            | Sous-total            | 29          | 1           | 7                     | 0                     | -                              | 4                              | 0                              | -         | 0         | 0         | 40    | 1     |
| 2013-2014             | CF Os Belenenses      | Liga Zon Sagres       | 9           | 0           | 0                     | 0                     | -                              | 0                              | 0                              | -         | -         | -         | 9     | 0     |
| Sous-total            | Sous-total            | Sous-total            | 9           | 0           | 0                     | 0                     | -                              | 0                              | 0                              | -         | 0         | 0         | 9     | 0     |
| Total sur la carrière | Total sur la carrière | Total sur la carrière | 259         | 8           | 28                    | 1                     | -                              | 8                              | 0                              | -         | 0         | 0         | 295   | 9     |

Statistiques actualisées le 16/04/2014

### Coupes européennes
| Date              | Club       | Compétition  | Adversaire            | Résultat | Tps de jeu | Buts |
| ----------------- | ---------- | ------------ | --------------------- | -------- | ---------- | ---- |
| 15 août 2002      | Leixões SC | Coupe UEFA   | Macédoine Belasica GC | 2-2      | 45         | 0    |
| 29 août 2002      | Leixões SC | Coupe UEFA   | Macédoine Belasica GC | 2-1      | 3          | 0    |
| 17 septembre 2002 | Leixões SC | Coupe UEFA   | PAOK Salonique        | 2-1      | 56         | 0    |
| 3 octobre 2002    | Leixões SC | Coupe UEFA   | PAOK Salonique        | 1-4      | 90         | 0    |
| 20 septembre 2012 | Académica  | Ligue Europa | Viktoria Plzeň        | 1-3      | 43         | 0    |
| 4 octobre 2012    | Académica  | Ligue Europa | Hapoël Tel-Aviv       | 1-1      | 90         | 0    |

## Palmarès

### Avec leLeixões SC
- Champion de la II Divisão B : 1 fois (2002-2003).
- Champion de la II Divisão : 1 fois (2006-2007).

### Honneurs
- Finaliste de la Coupe du Portugal en 2001-2002, avec le Leixões SC .